# Takaoka (metropolitana di Nagoya)
Takaoka (高岳駅?, Takaoka-eki) è una stazione della metropolitana di Nagoya situata nel quartiere di Higashi-ku, a Nagoya, ed è servita dalla linea Sakura-dōri. La stazione è predisposta per ospitare, in futuro, un'estensione della linea Kamiiida.

## Linee
Metropolitana di Nagoya
 Linea Sakura-dōri

## Struttura
La stazione, sotterranea, è costituita da un largo marciapiede a isola con due binari passanti protetti da porte di banchina a mezza altezza.
| 1 | Linea Sakura-dōri | per Imaike, Aratama-bashi e Tokushige       |
| 2 | Linea Sakura-dōri | per Marunouchi, Nagoya e Nakamura Kuyakusho |

## Stazioni adiacenti
| «                 | Servizio          | »                 |
| Linea Sakura-dōri | Linea Sakura-dōri | Linea Sakura-dōri |
| ----------------- | ----------------- | ----------------- |
| Hisaya-ōdōri      | -                 | Kurumamichi       |